# Eccellenza 1993-1994
Il campionato italiano di calcio di Eccellenza regionale 1993-1994 è stato il terzo organizzato in Italia. Rappresenta il sesto livello del calcio italiano.
Il campionato è strutturato su vari gironi all'italiana su base regionale.
Da questa stagione la Toscana ha due gironi, ora l'Eccellenza ha raggiunto la sua struttura definitiva. Per la prima volta vengono istituiti gli spareggi/play-off nazionali fra le seconde classificate dei vari gironi per 3 posti-promozione nel C.N.D., un 4º posto viene assegnato alla vincitrice della Fase Eccellenza della Coppa Italia Dilettanti (o alla finalista se la vincitrice è già stata promossa).

## Campionati
- Eccellenza Abruzzo 1993-1994
- Eccellenza Basilicata 1993-1994
- Eccellenza Calabria 1993-1994
- Eccellenza Campania 1993-1994
- Eccellenza Emilia-Romagna 1993-1994
- Eccellenza Friuli-Venezia Giulia 1993-1994
- Eccellenza Lazio 1993-1994
- Eccellenza Liguria 1993-1994
- Eccellenza Lombardia 1993-1994
- Eccellenza Marche 1993-1994
- Eccellenza Molise 1993-1994
- Eccellenza Piemonte-Valle d'Aosta 1993-1994
- Eccellenza Puglia 1993-1994
- Eccellenza Sardegna 1993-1994
- Eccellenza Sicilia 1993-1994
- Eccellenza Toscana 1993-1994
- Eccellenza Trentino-Alto Adige 1993-1994
- Eccellenza Umbria 1993-1994
- Eccellenza Veneto 1993-1994

## Quadro riepilogativo nazionale
| Regione/Girone          | Sqr  | 1ª classificata e promossa nel C.N.D. | Altre promozioni nel C.N.D. | 2ª classificata        | Vincente Coppa                |
| ----------------------- | ---- | ------------------------------------- | --------------------------- | ---------------------- | ----------------------------- |
| Abruzzo                 | 18   | Paganica                              | -                           | Renato Curi            | Paganica                      |
| Basilicata              | 16   | Banca Mediterranea Invicta            | Rotonda                     | Rotonda                | Armento                       |
| Calabria                | 16   | Gioiese                               | -                           | Palmese                | Rende                         |
| Campania Girone A       | 16   | Boys Caivanese                        | Comprensorio Puteolano      | Comprensorio Puteolano | Melito                        |
| Campania Girone B       | 16   | Cavese                                | Pro Salerno                 | Pro Salerno            | Melito                        |
| Emilia-Romagna Girone A | 16   | Sassolese S.Giorgio                   | Collecchio                  | Collecchio             | Imola                         |
| Emilia-Romagna Girone B | 16   | Imola                                 | -                           | Boca                   | Imola                         |
| Friuli-Venezia Giulia   | 16   | Sanvitese                             | -                           | Tamai                  | Sanvitese                     |
| Lazio Girone A          | 16   | Civitavecchia                         | -                           | Sorianese              | Civitavecchia                 |
| Lazio Girone B          | 16   | Ceccano                               | Anagni                      | Anagni                 | Civitavecchia                 |
| Liguria                 | 16   | Sestrese                              | -                           | Imperia                | Finale Ligure                 |
| Lombardia Girone A      | 16   | Pro Patria                            | Meda                        | Meda                   | Virtus Petosino               |
| Lombardia Girone B      | 16   | Crema                                 | Brugherio                   | Brugherio              | Virtus Petosino               |
| Lombardia Girone C      | 16   | Corte Romanese                        | Orceana                     | Orceana                | Virtus Petosino               |
| Marche                  | 16   | Nuova Jesi                            | Osimana                     | Osimana                | Camerino                      |
| Molise                  | 16   | Roccaravindola                        | -                           | Turris Santa Croce     | Turris Santa Croce            |
| Piemonte Girone A       | 16   | Borgosesia                            | -                           | Oleggio                | Ivrea                         |
| Piemonte Girone B       | 16   | Biellese-Vigliano                     | -                           | Fossanese              | Ivrea                         |
| Puglia                  | 16   | San Severo                            | Pro Italia Galatina         | Pro Italia Galatina    | San Severo                    |
| Sardegna                | 16   | Fermassenti                           | -                           | Ariete                 | Carloforte                    |
| Sicilia Girone A        | 17   | Gravina                               | Juventina Gela Catania      | Juventina Gela         | Alcamo                        |
| Sicilia Girone B        | 16   | Canicattì                             | Sciacca Alcamo              | Sciacca                | Alcamo                        |
| Toscana Girone A        | 16   | Torrelaghese                          | -                           | Calzaturieri S.M.M.    | Impruneta Tavarnuzze          |
| Toscana Girone B        | 16   | Impruneta Tavarnuzze                  | -                           | N.S. Chiusi            | Impruneta Tavarnuzze          |
| Trentino-Alto Adige     | 16   | Arco                                  | -                           | Salurn                 | Sankt Martin in Passeier      |
| Umbria                  | 16   | Sansepolcro                           | Orvietana                   | Orvietana              | Tiberis                       |
| Veneto Girone A         | 16   | Schio                                 | -                           | Scaligera              | Santa Lucia di Piave          |
| Veneto Girone B         | 16   | Luparense                             | Pievigina                   | Pievigina              | Santa Lucia di Piave          |
|                         | Tot. |                                       |                             |                        | Vincente Fase Nazionale Coppa |
| 28 gironi               | 451  |                                       |                             |                        | Civitavecchia                 |

## Play-off nazionali

### Primo turno
| Squadra 1                           | Totale          | Squadra 2                   | Andata | Ritorno     |
| ----------------------------------- | --------------- | --------------------------- | ------ | ----------- |
| (Piemonte A) Oleggio                | 1 - 5           | Fossanese (Piemonte B)      | 1 - 3  | 0 - 2       |
| (Lombardia C) Orceana               | 2 - 2 (6-5 dcr) | Imperia (Liguria)           | 1 - 1  | 1 - 1 (dts) |
| (Lombardia A) Meda                  | 0 - 1           | Brugherio (Lombardia B)     | 0 - 0  | 0 - 1       |
| (Veneto B) Pievigina                | 4 - 3           | Scaligera (Veneto A)        | 2 - 2  | 2 - 1       |
| (Trentino A.A.) Salurn              | 4 - 3           | Tamai (Friuli V.G.)         | 2 - 2  | 2 - 1       |
| (Emilia R. A) Collecchio            | ? - ?           | Boca (Emilia R. B)          | ? - ?  | ? - ?       |
| (Toscana A) Calzaturieri            | ? - ?           | N.S. Chiusi (Toscana B)     | 1 - 0  | ? - ?       |
| (Marche) Osimana                    | 5 - 2           | Orvietana (Umbria)          | 3 - 2  | 2 - 0       |
| (Lazio A) Sorianese                 | 4 - 4 (gfc)     | Anagni (Lazio B)            | 2 - 0  | 2 - 4       |
| (Sardegna) Ariete                   | 2 - 2 (gfc)     | Renato Curi (Abruzzo)       | 1 - 0  | 1 - 2       |
| (Puglia) Pro Italia Galatina        | 1 - 1 (1-4 dcr) | Turris Santa Croce (Molise) | 1 - 0  | 0 - 1 (dts) |
| (Campania A) Comprensorio Puteolano | 4 - 2           | Pro Salerno (Campania B)    | 0 - 1  | 4 - 1       |
| (Calabria) Palmese                  | 1 - 1 (gfc)     | Rotonda (Basilicata)        | 1 - 1  | 0 - 0       |
| (Sicilia A) Juventina Gela          | 4 - 6           | Sciacca (Sicilia B)         | 2 - 2  | 2 - 4       |

### Secondo turno
| Squadra 1                           | Totale          | Squadra 2                   | Andata | Ritorno            |
| ----------------------------------- | --------------- | --------------------------- | ------ | ------------------ |
| (Piemonte B) Fossanese              | 0 - 3           | Collecchio (Emilia R. A)    | 0 - 2  | 0 - 1              |
| (Lombardia B) Brugherio             | 6 - 5 d.c.r.    | Orceana (Lombardia C)       | 1 - 0  | 0 - 1              |
| (Veneto B) Pievigina                | 10 - 3          | Salurn (Trentino A.A.)      | 8 - 3  | 2 - 0              |
| (Marche) Osimana                    | 2 - 0           | Calzaturieri (Toscana A)    | 0 - 0  | 2 - 0              |
| (Campania A) Comprensorio Puteolano | 6 - 4           | Sorianese (Lazio A)         | 3 - 3  | 3 - 1              |
| (Sicilia B) Sciacca                 | 0 - 0 (4-2 dcr) | Ariete (Sardegna)           | 0 - 0  | 0 - 0 (dts)        |
| (Basilicata) Rotonda                | 3 - 0           | Turris Santa Croce (Molise) | 1 - 0  | 2 - 0 (a tavolino) |

### Terzo turno

#### Triangolare
| Squadra #1               | Risultato | Squadra #2               |
| ------------------------ | --------- | ------------------------ |
| (Veneto B) Pievigina     | 0 - 0     | Brugherio (Lombardia B)  |
| (Emilia R. A) Collecchio | 3 - 4     | Pievigina (Veneto B)     |
| (Lombardia B) Brugherio  | 1 - 0     | Collecchio (Emilia R. A) |

| Squadra                  | Pt | G | V | N | P | RF | RS | DR |
| ------------------------ | -- | - | - | - | - | -- | -- | -- |
| Pievigina (Veneto B)     | 3  | 2 | 1 | 1 | 0 | 4  | 3  | +1 |
| Brugherio (Lombardia B)  | 3  | 2 | 1 | 1 | 0 | 1  | 0  | +1 |
| Collecchio (Emilia R. A) | 0  | 2 | 0 | 0 | 2 | 3  | 5  | -2 |

#### Sfide dirette
| Squadra 1           | Totale | Squadra 2                           | Andata | Ritorno |
| ------------------- | ------ | ----------------------------------- | ------ | ------- |
| (Marche) Osimana    | 5 - 2  | Rotonda (Basilicata)                | 2 - 0  | 3 - 2   |
| (Sicilia B) Sciacca | 1 - 2  | Comprensorio Puteolano (Campania A) | 0 - 0  | 1 - 2   |